# Linwood (Wisconsin)
Linwood es un pueblo ubicado en el condado de Portage en el estado estadounidense de Wisconsin. En el Censo de 2010 tenía una población de 1.121 habitantes y una densidad poblacional de 12,82 personas por km².

## Geografía
Linwood se encuentra ubicado en las coordenadas 44°29′13″N 89°39′56″O / 44.48694, -89.66556. Según la Oficina del Censo de los Estados Unidos, Linwood tiene una superficie total de 87.47 km², de la cual 80.85 km² corresponden a tierra firme y (7.57%) 6.63 km² es agua.

## Demografía
Según el censo de 2010, había 1.121 personas residiendo en Linwood. La densidad de población era de 12,82 hab./km². De los 1.121 habitantes, Linwood estaba compuesto por el 97.86% blancos, el 0% eran afroamericanos, el 0.27% eran amerindios, el 0.45% eran asiáticos, el 0% eran isleños del Pacífico, el 0.09% eran de otras razas y el 1.34% pertenecían a dos o más razas. Del total de la población el 0.89% eran hispanos o latinos de cualquier raza.